# Supraphorura furcifer
Supraphorura furcifer är en urinsektsart som först beskrevs av Börner 1901.  Supraphorura furcifer ingår i släktet Supraphorura, och familjen blekhoppstjärtar. Arten är reproducerande i Sverige.